# Ден Бент
Ден Бент (англ. Dan Bent; нар. 10 січня 1996, Англія) — англійський та гібралтарський футболіст, півзахисник клубу «Лінкольн Ред Імпс» та збірної Гібралтару.

## Клубна кар'єра
Народився Бент в Англії, вихованець юнацьких команд «Джиллінгем» та «Коламбус Крю». На молодіжному рівні виступав за студентські команди в США.
У 2016 році дебютував у дорослому футболі в складі американського клубу «Дейтон Датч Лайонз», згодом продовжив кар'єру в складі іншої команди із США «Юнайтед Бентамс».
У 2019 році перебрався до Гібралтару, де впродовж чотирьох років захищав кольори команди «Бруно Мегпіс».
З 2023 по 2024 роки виступав за Манчестер 62.
З 2024 року захищає кольори клубу «Лінкольн Ред Імпс».

## Виступи за збірну
Після п'яти років проживання в Гібралтарі отримав право виступати за національну збірну Гібралтару.
2024 року дебютував в офіційних матчах у складі національної збірної Гібралтару. Наразі провів у формі головної команди країни 7 матчів в яких забив два голи.

### Голи в складі збірної
| No. | Дата            | Арена                                       | Суперник   | Рахунок | Результат | Турнір                               |
| --- | --------------- | ------------------------------------------- | ---------- | ------- | --------- | ------------------------------------ |
| 1   | 4 вересня 2024  | Європа Спортс Парк, Європа Пойнт, Гібралтар | Андорра    | 1–0     | 1–0       | Товариський                          |
| 2   | 22 березня 2025 | Градскі, Никшич, Чорногорія                 | Чорногорія | 1–0     | 1–3       | Кваліфікація на чемпіонат світу 2026 |

## Титули і досягнення
Бруно Мегпіс
- Володар Кубка Гібралтару (1): 2023

«Лінкольн Ред Імпс»:
- Чемпіон Гібралтару (2): 2023-24, 2024-25
- Володар Кубка Гібралтару (1): 2024